# 魯布·瓦德爾
喬治·愛德華·瓦德爾（英語：George Edward Waddell，1876年10月13日—1914年4月1日）曾是美國職棒大聯盟的左投投手。在瓦德爾13年的職業生涯中，他先後效力過國家聯盟的路易斯維爾上校隊、匹茲堡海盜隊和芝加哥孤兒隊，以及美國聯盟的費城運動家隊和聖路易棕人隊。瓦德爾出生於賓州布拉德佛，於1946年被選為棒球名人堂成員。
瓦德爾最為人所知的是他那極其古怪的行為，以及在那個大多數打者追求擊出安打的年代，卻依然是一名極具三振宰制力的投手。他擁有的球種包括優秀的快速球、犀利的曲球、螺旋球等，而且他還有上乘的控球力：其三振保送比接近3:1，曾六度蟬聯大聯盟三振王的寶座。

## 外部連結
- 球員資訊和成績在Baseball-Reference，Baseball-Reference (Minors)（英文）
- Page at Baseball Library
- Bio, mythology, and other information about Rube Waddell （页面存档备份，存于）
- Ron Schuler's Parlour Tricks: Rube Waddell （页面存档备份，存于）
- 在Find a Grave上的魯布·瓦德爾

| 奖项与成就   | 奖项与成就                | 奖项与成就       |
| ------------ | ------------------------- | ---------------- |
| 前任： 賽·揚 | 美國聯盟投手三冠王 1905年 | 繼任： 華特·強森 |